# Шульц, Радослав
Радослав Шульц (пол. Radosław Szulc; род. 1967) — немецкий скрипач и дирижёр польского происхождения.
Начал учиться игре на скрипке у своей матери, затем занимался под руководством Ирены Дубиской. Продолжил образование в Ганновере у Йенса Эллермана, в Гилдхоллской школе музыки у Ифры Нимана и в Амстердаме у Германа Кребберса. Лауреат ряда международных конкурсов (в том числе пятые места на Конкурсе имени Сарасате, 1993 и Конкурсе имени Сибелиуса, 1995).
С 1998 г. концертмейстер Симфонического оркестра Баварского радио. В 1999 г. основал камерный состав из 15 музыкантов оркестра и выступает его бессменным художественным руководителем и основным дирижёром. Во главе этого коллектива осуществил ряд записей, в том числе два фортепианных концерта Вольфганга Амадея Моцарта (солистка Элен Гримо, 2011) и два скрипичных концерта Иоганна Себастьяна Баха (солист Даниэль Лозакович, 2017). Как ансамблист участвовал, среди прочего, в записи фортепианных квинтетов Роберта Шумана и Эдварда Элгара (с Ларсом Фогтом и другими заметными музыкантами, 2007).
Женат на скрипачке Акико Танака.